# 31249 Renéefleming
31249 Renéefleming è un asteroide della fascia principale. Scoperto nel 1998, presenta un'orbita caratterizzata da un semiasse maggiore pari a 3,2461095 UA e da un'eccentricità di 0,2655376, inclinata di 1,57660° rispetto all'eclittica.